# Омура

О́мура (яп. 大村市, おおむらし, МФА: [oːmuɾa ɕi̥]?) — місто в Японії, в префектурі Нагасакі.     Отримало статус міста 1942 року. Площа становить 126,56 км². Станом на 1 серпня 2011 року населення складало 90 890  осіб, густота населення — 718 осіб/км².     

## Історія
У другій половині 16 століття територія Омури належала однойменному самурайському роду Омура. 1563 року його голова Омура Сумітада став першим японським володарем, що прийняв християнство.
У 1587–1871 роках містечко Омура було центром автономного уділу Омура, що належав самурайському роду Омура. Незважаючи на релігійний гніт центральної японської влади, у містечку мешкало багато підпільних християн.
Омура отримала статус міста 11 лютого 1942 року.

## Транспорт
- Міжнародний аеропорт Наґасакі.

## Уродженці
- Хантаро Нагаока (1865—1950) — японський фізик, один з основоположників японської фізики початку Періоду Мейдзі, засновник наукової школи.